# 't Land van Bornem

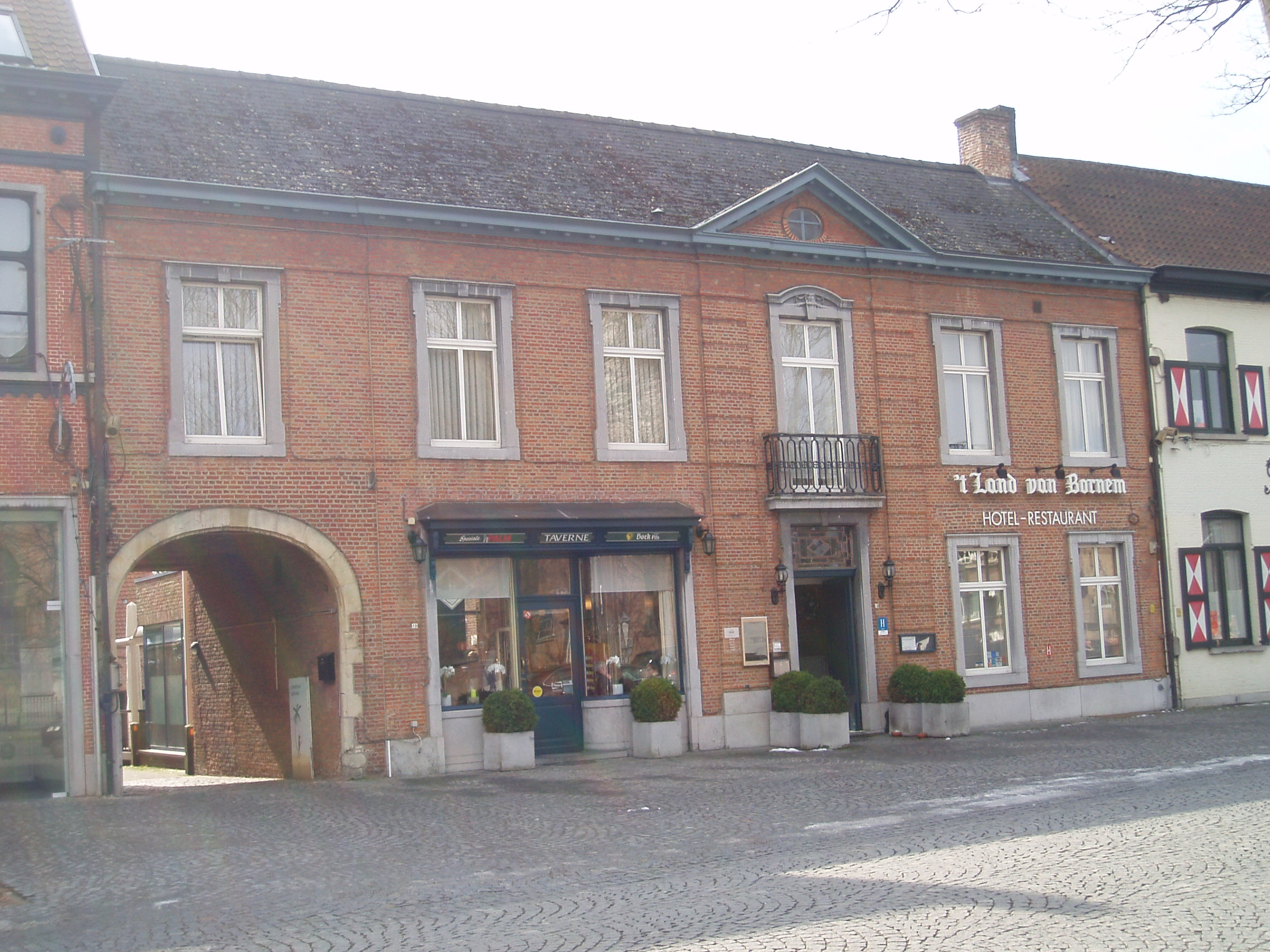
't Land van Bornem

 't Land van Bornem is een classicistisch burgerhuis in Bornem. Het is gelegen aan het Kardinaal Cardijnplein en behoort tot het beschermd dorpsgezicht (dorpsgezicht Bornem).

## Oorsprong en beschrijving
Het pand werd gebouwd in 1781; dit staat ook aangegeven op de sluitsteen boven het deurvenster. De naam verwijst naar de heerlijkheid het Land van Bornem.
't Land van Bornem is een dubbelhuis met zes traveeën en twee bouwlagen. Het geheel is overdekt met een zadeldak. Aan de linkerkant is een rondboogpoort met een omlijsting in zandsteen. Deze poort geeft toegang tot het achterliggende voormalige wagenhuis.
Binnenin bevinden zich nog muurschilderingen uit de 19e eeuw. De muurschilderingen bevatten taferelen uit het Land van Bornem. Ze werden herontdekt in 1983 en werden vermoedelijk geschilderd door P. De Pannemaecker, een 19e-eeuws schilder-decorateur.
Anno 2013 is 't Land van Bornem een hotel-restaurant.

## Beschermd monument
't Land van Bornem is een beschermd monument. De klassering dateert van 1998.